# یوچگن
یوچگن (به انگلیسی: Uchgaon) یک زیستگاه انسانی در هند است که در Kolhapur district واقع شده‌است.

## خصوصیات
یوچگن ۳۱٬۲۳۸ نفر جمعیت دارد.